# Omar Valencia (ur. 2004)
Omar Javier Valencia Arauz (ur. 8 czerwca 2004 w mieście Panama) – panamski piłkarz występujący na pozycji lewego obrońcy, reprezentant Panamy, od 2024 roku zawodnik amerykańskiego New York Red Bulls.